# Бирленбах
Бирленбах (њем. Birlenbach) општина је у њемачкој савезној држави Рајна-Палатинат. Једно је од 137 општинских средишта округа Рајн-Лан. Према процјени из 2010. у општини је живјело 1.536 становника. Посједује регионалну шифру (AGS) 7141014.

## Географски и демографски подаци
Бирленбах се налази у савезној држави Рајна-Палатинат у округу Рајн-Лан. Општина се налази на надморској висини од 175 метара. Површина општине износи 4,0 km².

## Становништво
У самом мјесту је, према процјени из 2010. године, живјело 1.536 становника. Просјечна густина становништва износи 380 становника/km².